# Filologia romanza

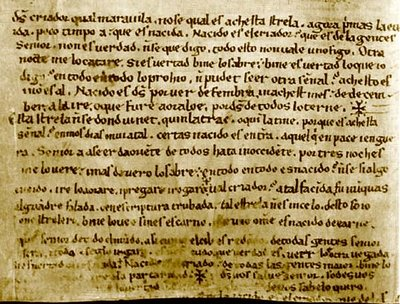
Esempio di testo medievale dell'area romanza: Auto de los Reyes Magos (codice toledano)

La filologia romanza è la scienza che studia le lingue neolatine e i testi scritti in tali lingue.
La prospettiva di questa disciplina è triplice:
- da un lato, essa esamina lo sviluppo di queste lingue (detto aspetto diacronico), ossia la loro evoluzione storica e comparata
- da un altro lato, essa si occupa di cogliere la morfologia di una data lingua come sistema in sé (detto aspetto sincronico)
- infine, fornisce il fondamento scientifico per la realizzazione di edizioni critiche dei testi scritti in lingue romanze; a tal fine non solo ha sviluppato una raffinata metodologia ecdotica ma anche uno studio approfondito delle letterature del Medioevo romanzo.

Il padre della filologia romanza come moderna disciplina scientifica, tuttavia, può essere considerato il francese François Raynouard (1761-1836), benché altri importanti contributi nella sistematizzazione della filologia siano giunti dall'opera del filologo classico tedesco Karl Lachmann verso la metà del XIX secolo, dalle osservazioni dello studioso francese Joseph Bédier a inizio Novecento e dalle successive intuizioni dell'antichista Giorgio Pasquali negli anni trenta dello scorso secolo (v. Indicazioni bibliografiche).

## Definizione di "romanzo"

### L'aggettivo "romanus" e il concetto di Romània
L’etimologia di "romanzo" e il significato profondo che esso comporta ha, come per il termine "filologia", una lunga storia. È evidente l’appartenenza alla stessa famiglia semantica dell’aggettivo romanus, che, se inizialmente designa quei pochi appartenenti alle tre tribus di Roma, passa poi a designare chiunque, facendo parte dei domini imperiali, parlasse latino (gli stessi Greci di Costantinopoli erano Ῥωμαῖοι). Dopo le invasioni barbariche, l’aggettivo romanus comincia ad essere disprezzato e cade in disuso.
Sopravvive perlopiù (o forse nasce) il termine volgare Romània, attestato per la prima volta solo nel V secolo d.C. nel presbitero Paolo Orosio, il quale scrive che i barbari vogliono soprannominare Gothia la regione volgarmente chiamata Romania, con ogni probabilità designante l’intero impero romano, o almeno ciò che un tempo era (Agostino, fra l’altro, chiamerà i Goti Romaniae eversores). Tuttavia il concetto politico di Romània, che persiste nell’Impero d’Oriente, viene sempre meno in Occidente, e alla fine il termine non designa che l’attuale Romagna, l’unico territorio della penisola settentrionale sfuggito agli imperatori tedeschi.

### Da "romanus" a "romanzo"

Le lingue romanze in Europa

Aurelio Roncaglia sottolinea come, però, all’aggettivo romanus viene sostituito romanicus, un altro aggettivo meno colto e letterario, che dopo la disgregazione dell’Impero designa nella locuzione romanice parabolare o romanice fabulare la lingua, o meglio le lingue, che stavano nascendo dall’evoluzione del latino e che si opponevano alla lingua dei barbari. E così la parola romanice muta, diventa *romance e viene attestata per la prima volta come romanz nel francese antico. Dal concetto politico di romanus si passa dunque al concetto esclusivamente etnico-linguistico di romanicus e di Romània. Con il tempo il romanice loqui di un territorio comincia a differenziarsi da quello di un altro, dando luogo a diverse lingue romanze con norme più o meno identificabili: nel Floovant ad esempio l’autore riconosce diverse varietà linguistiche del romanz («Da come parlate il romanzo mi sembrate francese»), o ancora Brunetto Latini afferma di scrivere in roumanç alla maniera dei francesi, sebbene lui sia italiano. Di qui la filologia moderna usa l’aggettivo romanzo nelle espressioni volgare romanzo e lingue romanze, nel senso di “lingue neolatine”. In Italia comunque il sostantivo romanzo è utilizzato per indicare un genere letterario e non una lingua: per quest’ultima Dante e Boccaccio preferiscono utilizzare il termine volgare; dal termine francese romanz gli italiani formulano infatti romanzo, indicante esclusivamente i componimenti scritti in volgare.
Già nel XIV secolo anche in Francia l’aggettivo romanzo non viene più usato per indicare le lingue dell’epoca, che cominciano ad assumere i nomi che oggi conosciamo (nascono i termini français e proensal), e il roman antique è l’antico francese ormai incomprensibile.
Roncaglia passa in rassegna tutti i mutamenti morfologici e semantici della parola romanzo nel corso del tempo, che potremmo riassumere in tal modo: romanicu(m) > romanice  >  *romance  >  romanz  >  romant  >  roman.
Il termine romanice, un tempo d’uso avverbiale, passa dunque al romanz nominale dell’antico francese indicante, come s’intende anche oggi in filologia, la lingua volgare senza alcuna specificazione di varietà territoriale (si evidenzia in particolare l’espressione mettre en romanz, cioè “tradurre in lingua volgare”, “trasportare dal latino nel volgare” — attestata ad esempio in Chrétien de Troyes e Robert Wace); e poi al roman del XII secolo come opera in volgare, soprattutto in versi nel XIII secolo (attestato per la prima volta senza equivocità in una traduzione francese dei proverbi di Salomone: test romanz, “opera”); infine, nei secoli XIII-XIV, al roman come opera di gesta (ad esempio la Chanson de Roland era chiamata Roumans de Ronsevaut). La nascita del romanzo come genere letterario a sé avviene solo quando il componimento poetico non viene più scritto per essere cantato in pubblico (come l’opera di gesta) ma per essere letto ad alta o bassa voce, una innovazione in campo letterario che dalla Francia, culla del romanzo moderno, passa anche all’Italia.

## La linguistica romanza
La linguistica romanza studia le lingue romanze nei fenomeni per l’appunto "romanzi" che esse hanno in comune. Categorizzare rigidamente un comune carattere romanzo da altri fenomeni non è tuttavia facile poiché, come si sa, i concetti della lingua sono molto fluidi e non possono essere incatenati in schemi rigidi.
La linguistica romanza deve in particolare "astrarre", per potere studiarli, i sistemi di ciascuna lingua dai relativi "discorsi". Per "discorsi" s’intendono tutte le testimonianze dirette e indirette, letterarie e non, anche attuali, che le lingue romanze ci hanno lasciato: nel Medioevo e nell’età moderna le lingue romanze si sono infatti costituite, grazie all’evoluzione della loro letteratura, come lingue letterarie proprie. È in questo senso di particolare importanza anche lo studio dei dialetti, in quanto essi risalgono per un’ininterrotta tradizione orale al latino parlato e poi al romanzo delle regioni corrispondenti; dialettologia e folkloristica insieme rappresentano quindi un valido strumento per lo studio delle varie aree linguistiche.
Un appropriato studio della linguistica romanza richiede ovviamente numerosi presupposti e soprattutto una buona formazione nella conoscenza delle lingue (latino, greco, ebraico, francese, inglese, tedesco, ecc.), della storia e della letteratura, ma richiede anche abilità matematiche e logiche.
La padronanza pratica delle lingue romanze può inoltre essere passiva — quando ci si limita alla comprensione dei testi orali e scritti — oppure attiva — quando si producono testi "di consumo" orali e scritti. Una via intermedia fra padronanza attiva e passiva è la capacità, importante, di saper "ripetere" i testi letterari, cioè di saperli leggere e recitare.
Sicuramente la padronanza completa, passiva e attiva, di tutte le lingue romanze è impossibile da raggiungere per un solo filologo, ma ciò che più importa è che tale padronanza completa sia raggiunta almeno a livello collettivo grazie alla ricerca. Il singolo romanista deve invece concentrarsi su una precisa area linguistica romanza e da qui espandere la propria indagine al "carattere romanzo" comune alle lingue romanze.
È comunque importante per lo studio specifico di una lingua romanza la conoscenza di almeno un'altra lingua che ha fatto parte dell'ambiente linguistico di essa: così l’ispanista dovrà conoscere anche l’arabo e il basco, l’italianista dovrà conoscere l’etrusco, l’osco-umbro, il greco antico e moderno, chi studia il galloromanzo dovrà esaminare anche le lingue celtiche (in particolare il gallico), chi sceglie il romeno dovrà studiare l’albanese. Ma oltre al settore ambientale linguistico, per lo studio della lingua di sua competenza il filologo deve porre attenzione anche all’ambiente culturale di essa, e in particolare: al folklore primitivo (che si può riscontrare nei dialetti parlati ancora oggi e nelle comunità quali i pastori), alla cultura “profana” (e quindi alla storia di quell’area linguistica con la conoscenza delle sue strutture sociali ed economiche, delle sue arti meccaniche e liberali, della filosofia e della letteratura) e alla cultura cristiana (con lo studio della patrologia, della filologia mediolatina e della medievalistica romanza).

## Storia della filologia romanza
La filologia romanza studia le lingue e le letterature romanze o neolatine. Sebbene questa materia, a differenza della linguistica romanza, persegua soprattutto l’analisi dei testi letterari, essa non può prescindere dall’indagine linguistica.

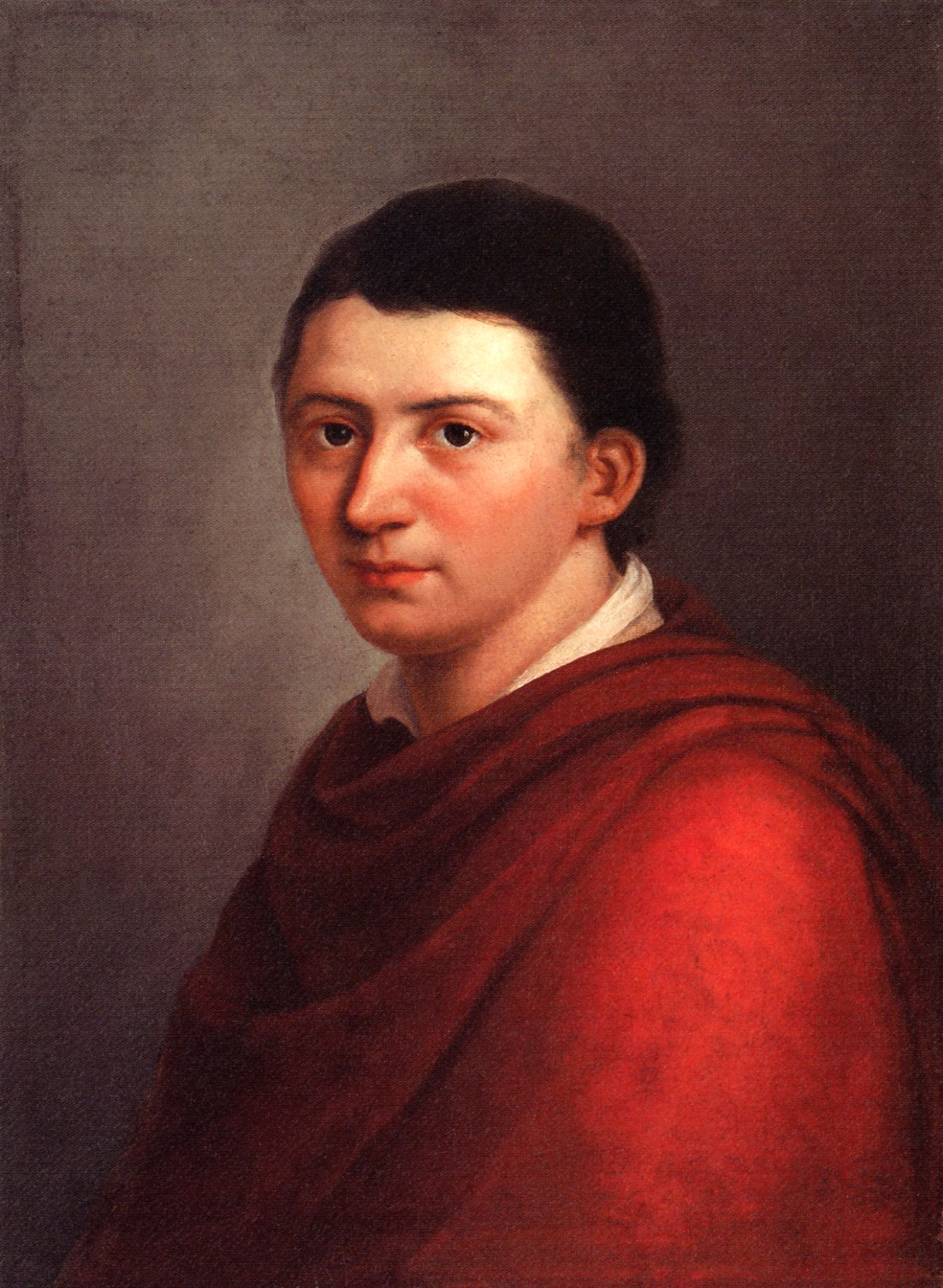
Friedrich Schlegel, fra i fondatori del Romanticismo

La filologia come disciplina a sé stante nasce in particolare nel XVIII secolo grazie al movimento culturale del Romanticismo, e dunque in Germania. Padri fondatori della materia sono considerati, insieme a François Raynouard sul quale ci si soffermerà in seguito, i fratelli Friedrich (1772-1829) e Wilhelm (1767-1845) Schlegel, e Franz Bopp (1791-1867), le cui idee ebbero un potente influsso in tutti i Paesi (prima fra tutti la Francia con gli studi di Claude Fauriel sulla poesia popolare e trobadorica, sull’epica medievale francese e sulla cavalleria). I primi studiarono i rapporti che intercorrono fra il greco, il latino e il germanico, classificando gli idiomi secondo il loro sistema morfologico (da loro la classificazione di lingue isolanti, agglutinanti e flessive). Bopp fece invece una classificazione genealogica, considerando affini le lingue derivanti da un idioma unico. E come le lingue indoeuropee sono affini perché continuazione di una lingua più antica, non attestata (appunto l’indoeuropeo), così le lingue romanze lo sono fra di loro in quanto continuazione del latino.
I fratelli Schlegel e Bopp ebbero comunque secoli di indagini linguistiche a loro precedenti, che in qualche modo contribuirono alla nascita della filologia vera e propria.

### Da Dante ai primi vocabolari
Già Dante Alighieri nel De vulgari eloquentia aveva osservato una certa affinità fra lingue romanze occidentali (le aveva classificate in lingue del Nord Europa, orientali e meridionali), ma per lui il latino restava una lingua artificiale, creata ex novo per le Lettere, grazie al consenso dei più. Lingue quali lo spagnolo, il provenzale, il francese e l’italiano sarebbero state invece la corruzione di un altro idioma ignoto. Questa concezione scomparve solo nel Rinascimento grazie ai grandi studi umanistici, e soprattutto grazie a Poggio Bracciolini (1380-1459) che vide il latino come una lingua non artificiale. È questo il periodo dei primi vocabolari e dei primi saggi sulla lingua: si ricordino in tutta Europa gli studi di Antonio de Nebrija (1446-1522) con il Vocabulario español-latino, di Pietro Bembo (1470-1547) con le Prose della volgar lingua, di Charles Du Cange (1610-1688) con il Glossarium mediae et infimae latinitatis, di Gilles Ménage (1613-1692) con le Origini della lingua francese e della lingua italiana, di Gregorio Mayans y Siscar (1699-1781) con le Orígenes de la lengua española, e di molti altri.
In particolare, nel 1798 fu pubblicata la quinta edizione del Dizionario dell’Accademia Francese, a cura del già citato François Raynouard. Sebbene non ritenesse le lingue che noi oggi sappiamo romanze come discendenti del latino, questi si rese comunque conto di importanti fenomeni di evoluzione (ad esempio la natura del futuro habeo) e studiò inoltre a fondo il provenzale, pubblicando un’antologia di testi e un vocabolario. Il lavoro di Bopp fu invece ereditato da Friedrich Diez (1794-1876), che con la Grammatica e il Dizionario etimologico delle lingue romanze pose non soltanto le basi della linguistica romanza come disciplina storica, ma anche della filologia romanza, ripercorrendo la storia letteraria in particolare degli idiomi spagnoli e provenzali.
I primi esempi di metodo filologico severo vengono però dalla filologia classica e dalle prime “edizioni critiche”, soprattutto quelle di Karl Lachmann (1793-1851), e dalla filologia classica il metodo dell’edizione critica passò alla filologia germanica e alla filologia romanza.

### La dialettologia

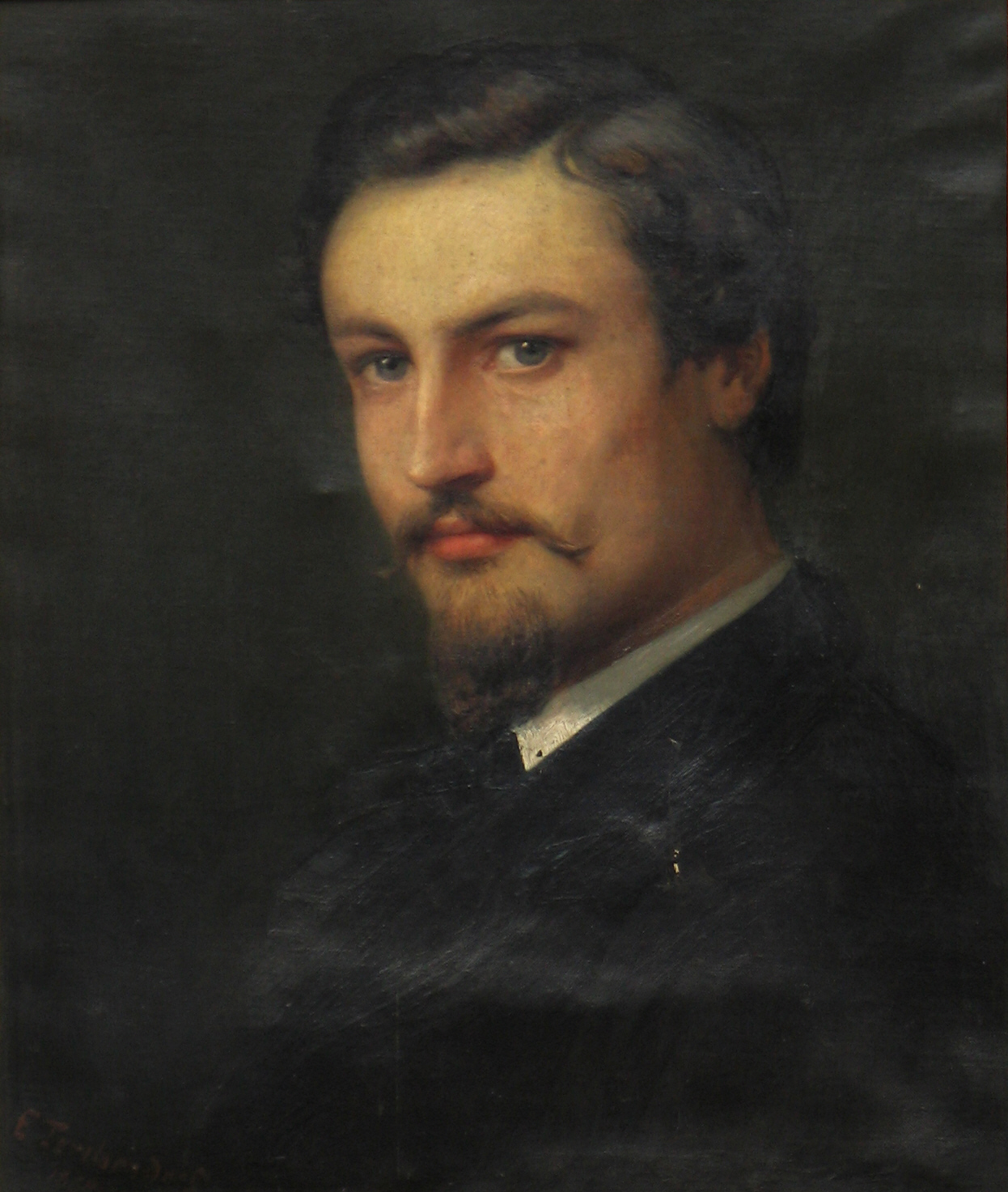
Johannes Schmidt, autore della teoria delle onde

A cavallo tra Settecento e Ottocento nacque poi la dialettologia, e in Italia grazie a Graziadio Isaia Ascoli (1829-1907) con i Saggi ladini. Questo settore della linguistica è di straordinaria importanza per “l’osservazione diretta dei fenomeni linguistici, applicata alla lingua viva” che ci può dire con sicurezza come si sono svolte le modificazioni di ogni genere nelle fasi anteriori di un idioma qualsiasi (I. Iordan). Le lingue erano ora viste come “organismi viventi”, tanto che si parlava della loro “vita”, della loro “nascita” e della loro “morte” (cfr. A. Darmesteter, W. D. Whitney, G. Paris…), ma a questa ideologia si contrappose presto quella più razionale di August Schleicher (1821-1868), un hegeliano, e di altri suoi contemporanei che vi vedevano soltanto l’elemento fonetico, delle leggi che agivano ciecamente sulla loro evoluzione. Una posizione intermedia fu trovata dalla scuola neogrammatica (junggrammatische Richtung), che ammetteva da una parte l’ineccepibilità delle leggi fonetiche, dall’altra il fattore psichico individuale (l’analogia) come freno, ma che comunque ripiegava soprattutto sulle prime leggi. Una soluzione più moderata ed oggi accettabile fu data invece dai romanisti. Hugo Schuchardt (1842-1929) in particolare affermava nel suo Über die Lautgesetze. Gegen die Junggrammatiker [«Intorno alle leggi fonetiche. Contro i neogrammatici»] che nella lingua non vi possono essere leggi cieche come in natura, ma che le leggi fonetiche sono relative e condizionate dal tempo e dallo spazio. Scrisse inoltre che il concetto di “dialetto” è una nozione astratta, senza consistenza, perché in una stessa comunità linguistica si possono ritrovare varietà individuali infinite, che dipendono dall’età, dal sesso, dalla condizione sociale, ecc. (aveva insomma enucleato i concetti di varietà diatopiche, diastratiche, diafasiche).
Nel 1872 Johannes Schmidt (1843-1901) fece conoscere la sua teoria delle onde, un principio di fondamentale importanza per le indagini filologiche successive. Secondo tale teoria infatti, le lingue sono come delle onde che si propagano da punti diversi ma "sbattono" le une contro le altre, influenzandosi a vicenda: i tratti comuni a due o più lingue sono direttamente proporzionali alla vicinanza tra loro.

### La scuola di Vossler
A cavallo tra Ottocento e Novecento sorse invece la scuola idealistica ed estetica di Karl Vossler (1872-1949), che vedeva la lingua come espressione dell’anima dell’uomo, e la sua storia come la varietà di forme espressive (identificandola dunque nella storia dell’arte): le parole sono dei simboli e ogni espressione linguistica ha carattere individuale, rendendo alogica la lingua. Soprattutto, ne La cultura della Francia vista nel suo sviluppo linguistico (1913), Vossler chiamò “spirito della lingua” le trasformazioni storiche di essa, e tracciò i rapporti fra l’evoluzione della lingua francese e quella della vita politica e letteraria della Francia.

### La geografia linguistica

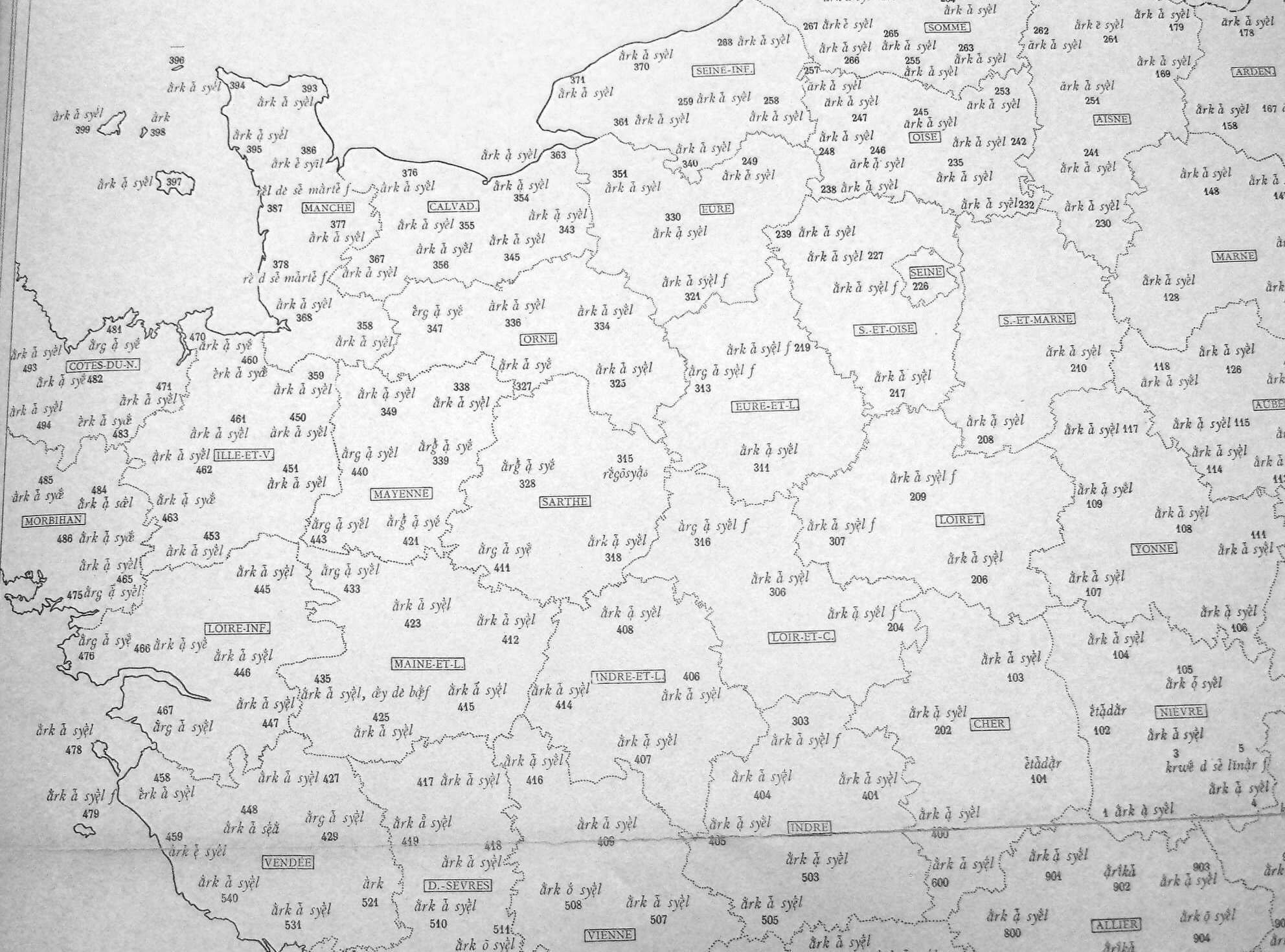
Una pagina dell'Atlas Linguistique de la France riportante le differenti pronunce dell'espressione «arc en ciel» nelle varie regioni francesi

Sempre in questo periodo si ricorda la nascita della geografia linguistica con Georg Wenker (1852-1911), che partendo dal proposito di fissare i confini geografici di ogni lingua si accorse tuttavia che i confini dei singoli dialetti procedevano in modo irregolare ed era impossibile tracciare delle linee nette: fra di essi infatti, oltre ad alcune differenze, possono anche esserci caratteri comuni, presentando grandi oscillazioni. I linguisti riuscirono comunque a suddividere geograficamente gli idiomi in generici blocchi e nel 1881 fu pubblicato il primo atlante moderno della lingua, l'Atlas linguistique de la France, per opera dello svizzero Jules Gilliéron (1854-1926). In Francia infatti i dialetti stavano dissolvendosi velocemente di fronte all’ascesa di una lingua nazionale, e la necessità di una loro raccolta sistematica era più che mai essenziale. E se l’opera di Wenker alla fine restò come una raccolta di materiali, quella di Gilliéron aveva presentato per la prima volta i materiali stessi in forma cartografica. Gilliéron pose inoltre in primo piano i concetti dell’“omofonia” e dell’“etimologia popolare” affermando che alcuni lessemi si confondono per omofonia con altri lessemi di diverso significato (ad esempio in alcune regioni della Francia manca il verbo serrare nel senso di “chiudere” perché è invece usato il verbo omofono serrare nel senso di “segare”: nel Meridione infatti, dove era usata la falce dentata, era più utilizzato quest’ultimo termine). Si può allora concludere che la geografia linguistica ha dimostrato che non esistono limiti precisi fra dialetti, ma solo confini di singoli fatti linguistici; definire quindi un dialetto in base a una sola caratteristica è del tutto arbitrario.
Dopo Gilliéron, in tutta Europa furono redatti sempre più atlanti linguistici (si ricordi in Italia l'Atlante Linguistico Italiano di Matteo Bartoli, ripreso poi da Ugo Pellis, Carlo Grassi, Michele Melillo, Giovanni Tropea e Temistocle Franceschi).

### Parole e Coseed onomasiologia
Altra importante teoria fu quella dell’indirizzo Parole e Cose (Wörter und Sachen) di Hugo Schuchardt e Rudolf Meringer, per cui il significato delle parole non può essere studiato basandosi soltanto sul puro materiale linguistico, ma la ricerca etimologica e semantica dev’essere affiancata dallo studio delle “cose”, dando così origine all’onomasiologia. Carlo Salvioni (1858-1920) e Ernst Tappolet (1870-1939) vengono considerati i fondatori di quest'ultima indagine, ovvero lo studio dei concetti e degli oggetti in base al loro dominio linguistico. Prendendo ad esempio un concetto x, si indaga su come il suo significato sia espresso attraverso i vari significanti. Si tratta al tempo stesso di ricerche lessicologiche, semantiche e di geografia linguistica, che dimostrano come certi significati incidano sull’immaginario collettivo a prescindere dalla lontananza geografica di certi territori. Così la ricerca etimologica si trasforma in viva e completa storia della parola, non più ridotta esclusivamente alla fonetica e alla semantica.
Si è ad esempio notato come la pupilla dell’occhio sia chiamata in molti territori “perla dell’occhio” (perla de l’očo a Venezia, perle del voli a Udine, perna a Cosenza, mârdzeaua di ocliu in macedo-rumeno, acu zîle in lettone, kus-sərźi in ciuvasso, yen-čū in cinese).

### Ferdinand de Saussure e altre scuole di linguistica romanza

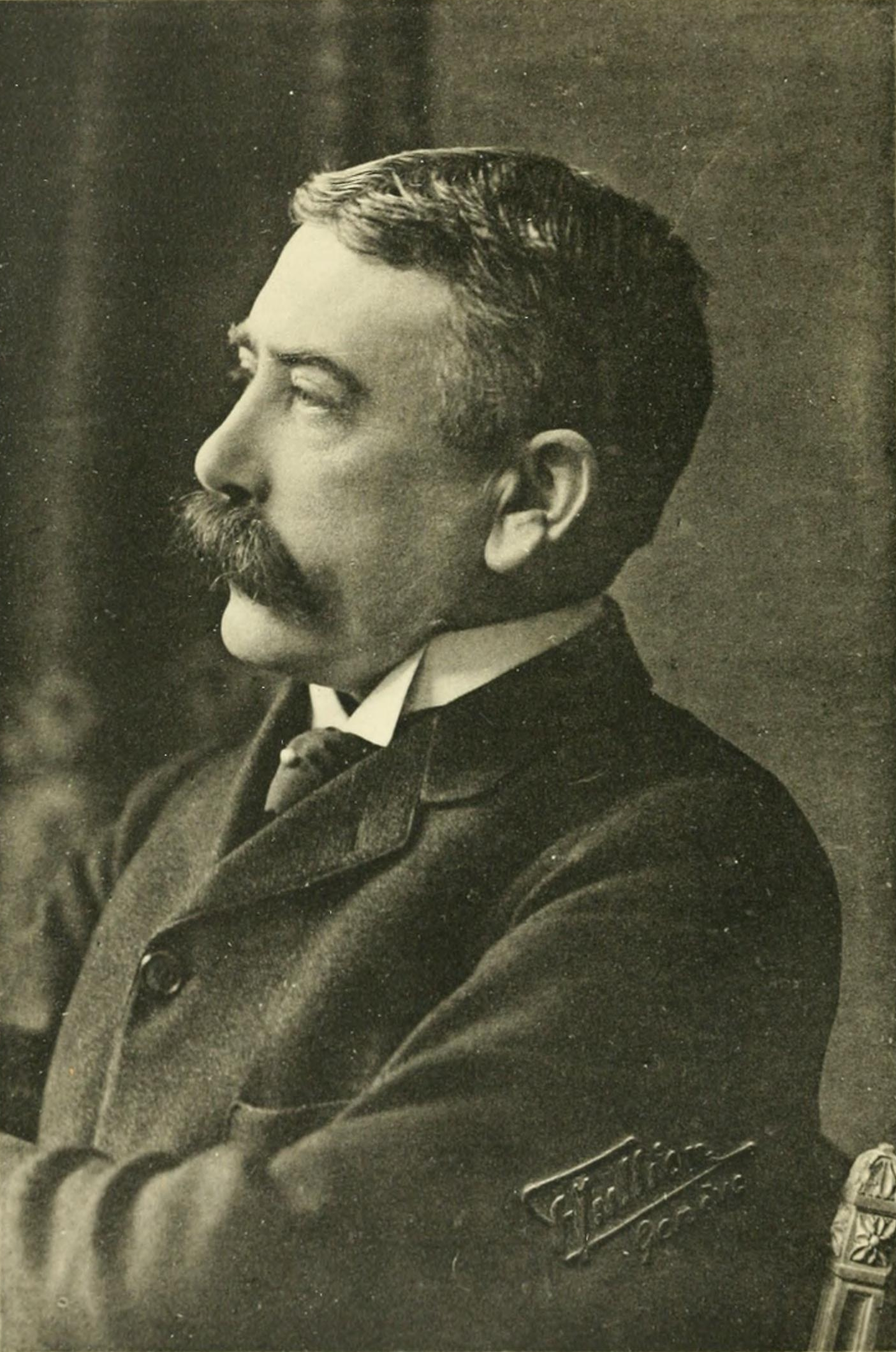
Ferdinand de Saussure, fra i fondatori dello strutturalismo

Un pilastro della linguistica romanza contemporanea è senz’altro la scuola ginevrina di Ferdinand de Saussure (1875-1913). Lo studioso aveva tenuto tre corsi universitari di linguistica senza aver mai prodotto alcuna pubblicazione. A diffondere le sue idee furono i due allievi Charles Bally (1865-1947) e Albert Sechehaye (1870-1946) nel Cours de linguistique générale, in cui si ritrovano le famose nozioni di langue e parole, di significato e significante, dell’arbitrarietà del segno e degli assi diacronico e sincronico.
Punti di contatto con la scuola di Saussure li presentava il Circolo di Praga (con Sergej Karcevskij, Roman Jakobson e Nikolaj Sergeevič Trubeckoj), presso il quale nacque la fonologia, disciplina che ha trovato seguaci anche in campo romanzo. Tale Circolo concepiva la lingua come un “sistema” che poteva studiarsi nel suo asse sincronico in quanto avente particolarità foniche distintive e nel suo asse diacronico in quanto anche l’evoluzione della lingua “dev’essere studiata in funzione del sistema all’interno del quale si verifica”. La linguistica americana ha particolarmente giovato della distinzione fra sincronia e diacronia, avendo necessità di studiare le lingue amerindie, idiomi totalmente privi di fasi antiche e spesso anche scritte, nel loro stato attuale, per come venivano comunicate oralmente dai parlanti.
Conseguenza diretta della scuola di Saussure e della fonologia di Praga fu poi la scuola di Copenaghen che si occupò di “glossematica”, un campo della linguistica molto teorico e astratto, di grande complessità. I suoi princìpi furono semplificati e sintetizzati da diversi romanisti come Emilio Alarcos Llorach e Knud Togeby.
Per concludere, tutti questi aspetti più recenti della linguistica hanno dunque in comune la ricerca della “struttura” e, pur con le dovute differenze, possono riassumersi sotto il nome di linguistica strutturale.

### La filologia romanza in Italia dal Seicento in poi
Precursore in un certo senso della filologia tedesca fu in Italia Ludovico Antonio Muratori (1672-1750), che nelle Antiquitates Italicae Medii Aevi aveva dato alla luce la prima vera opera di filologia romanza comparsa in Europa. E sempre in Italia si ricorda Girolamo Tiraboschi, che fra il 1771 e il 1782 aveva pubblicato la Storia della letteratura italiana. Tuttavia il vero e proprio indirizzo filologico tedesco giunse nel nostro Paese con molto ritardo, e i primi studiosi accusavano diverse manchevolezze (Tagliavini cita ad esempio Giovanni Galvani). E soltanto nell’anno accademico 1873-74 furono create le prime cattedre di filologia romanza con il titolo di "Storia comparata delle [lingue e] letterature neolatine" (si ricordano alla Sapienza i filologi Ernesto Monaci, Cesare De Lollis, Giulio Bertoni e Angelo Monteverdi). Anche dalle cattedre di letteratura italiana tuttavia il metodo storico e comparativo si faceva strada attraverso gli insegnamenti di professori del calibro di Giosuè Carducci. Infine nacquero per ultime, nel 1937, le cattedre di "Storia della lingua italiana".